# Bhajan

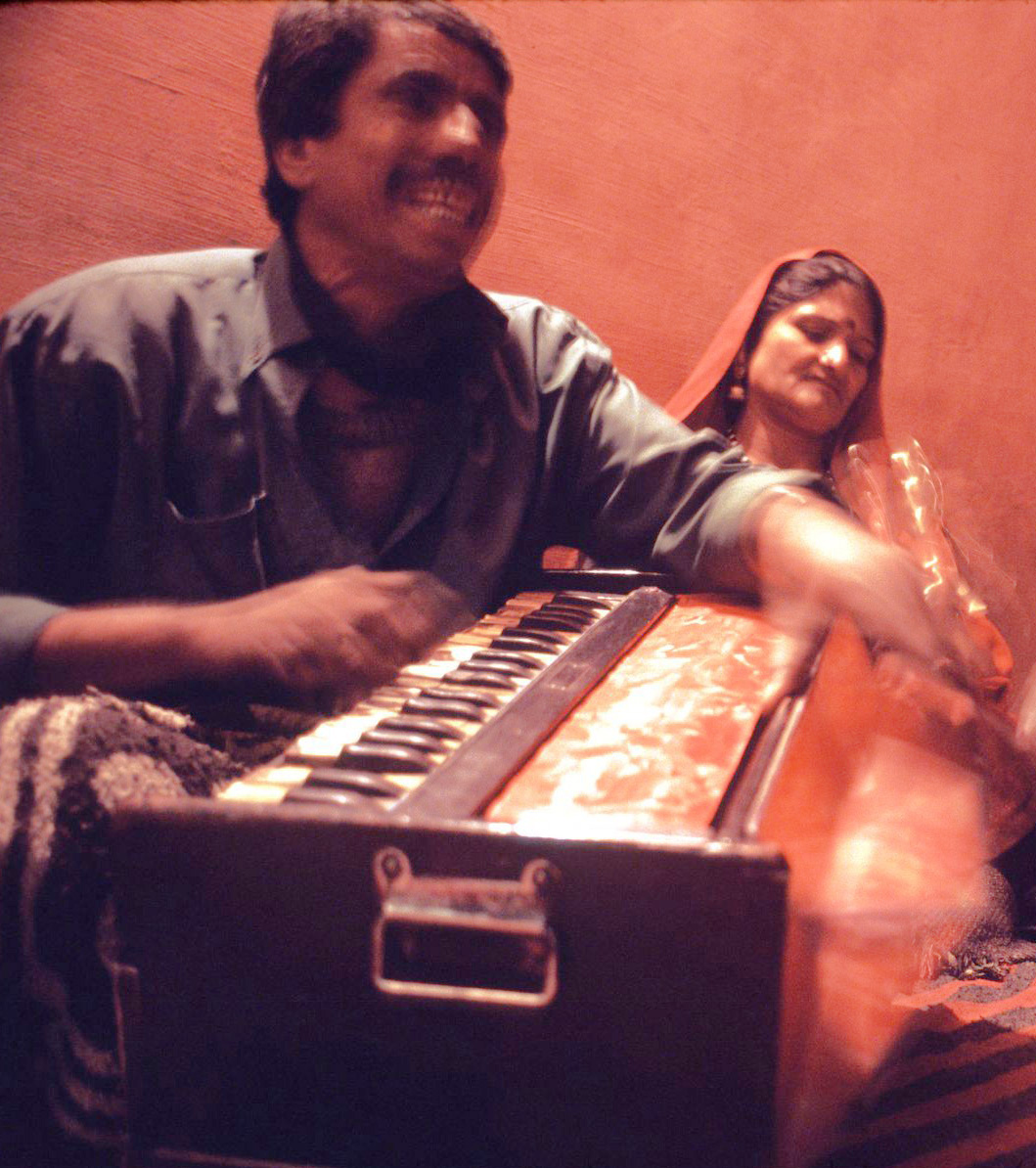
Chanteur à l'harmonium.

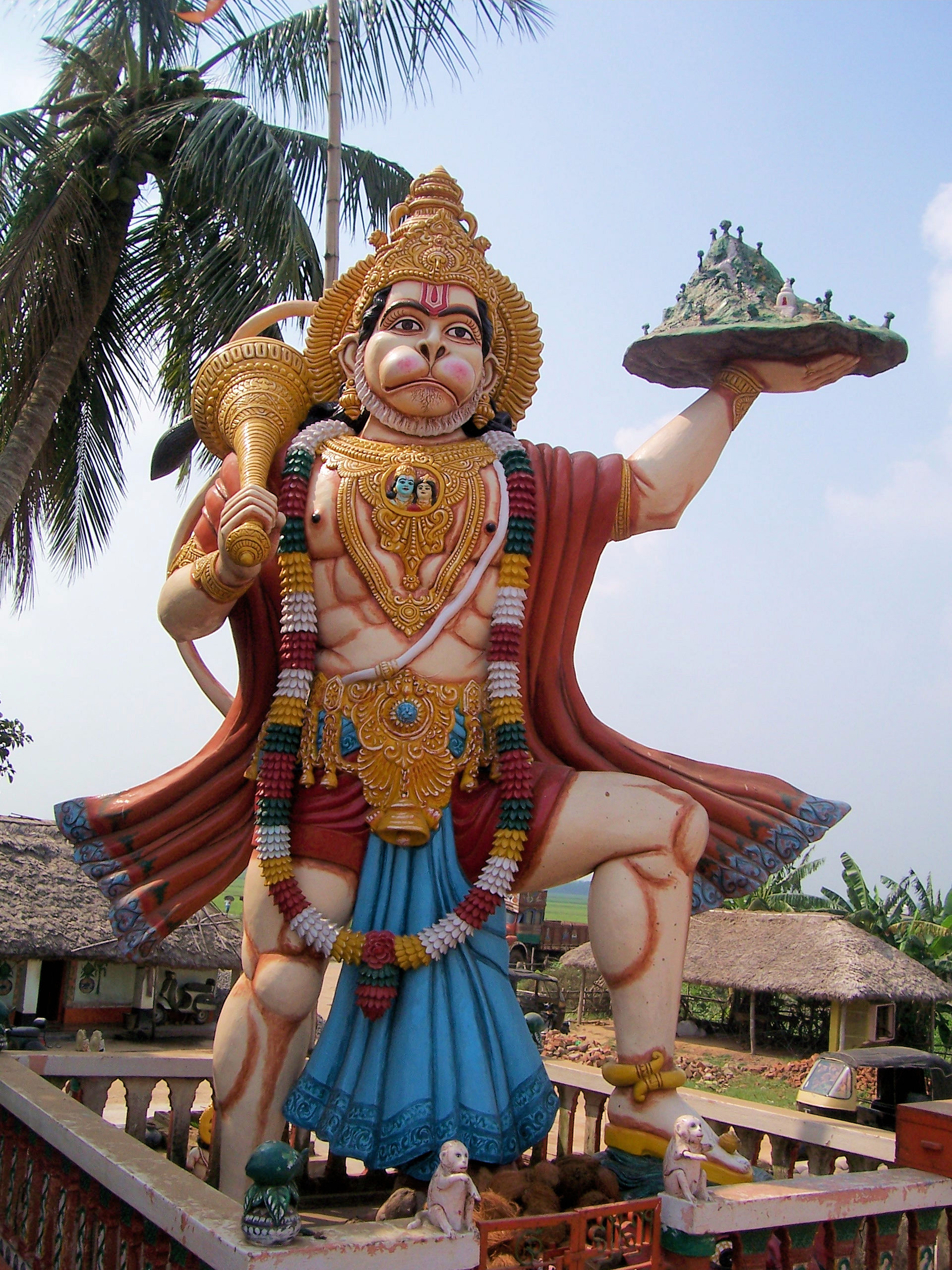
Hanuman était un grand dévôt de Rāma : il chantait des bhajans en son honneur.

Le bhajan (du sanskrit bhajana « adoration ») est un chant dévotionnel de l'hindouisme à l'intention de diverses divinités (Shiva, Krishna, Lakshmi, Ganesh), personnages religieux ou avatars. Dans le sikhisme, le terme de kirtan est plus utilisé.
Ces chants ont, pour certains, une origine très ancienne, d'autres sont des créations contemporaines, et sont interprétés avec des instruments de musique traditionnels tels l'harmonium, le dholak ou les tablâs, sur des rythmes dévolus (à huit temps).
Dans leurs textes les exploits des dieux sont mis en exergue ainsi que leurs attributs et leurs vertus. Ces prières font partie du bhakti yoga et cherchent aussi à fixer l'attention des croyants les aidant ainsi à penser à la Vérité ultime plutôt qu'aux besoins et tracas matériels qui hantent le quotidien. Le bhakti yoga à travers ces bhajans mènent à l'éveil. 